# Matthias Alteheld
Matthias Alteheld (* 1971 in Lemgo) ist ein deutscher Pianist und Professor für Liedgestaltung an der Hochschule für Musik Freiburg.

## Leben und Wirken
Nach seinem Abitur am Engelbert-Kämpfer-Gymnasium in Lemgo studierte Alteheld Klavier an der Hochschule für Musik Detmold bei Edmundo Lasheras und Liedgestaltung an der Hochschule für Musik Karlsruhe in der Liedklasse von Hartmut Höll und Mitsuko Shirai. Er absolvierte Meisterkurse bei Dietrich Fischer-Dieskau, Charles Spencer, Renate Kretschmar-Fischer und Eberhard Feltz.
Matthias Alteheld konzertierte bei den Festspielen Mecklenburg-Vorpommern, dem Rheingau Musik Festival und in den Opernhäusern in Bern, Freiburg, Karlsruhe, Nürnberg und Santiago de Compostela. Im Jahr 2020 spielte er auf Einladung des deutschen Botschafters der UNESCO, Peter Reuss, einen Beethoven-Liederabend mit dem Bariton Torsten Meyer in Paris. Zu seinen Sängerpartnern gehören Hanno Müller-Brachmann, Christian Elsner, Evgenia Grekova, Wolfgang Newerla, Torsten Meyer, Markus Eiche, und Andreas Wolf.
Zusammen mit dem Tenor Holger Schumacher gründete  Alteheld im Jahr 2015 die Konzertreihe „Klangspuren“ in Bretten.
Alteheld gab Meisterklassen an der Universität für Musik und darstellende Kunst Graz, am Conservatorio di Milano „Giuseppe Verdi“, am Conservatorio Giuseppe Niccolini in Piacenza, und an der Universität (UFRJ) in Rio de Janeiro. Als Juror wurde Alteheld zum Rising Stars!-Wettbewerb in Stuttgart, zum Interpretationswettbewerb des Alumni-Vereins der Hochschule für Musik Detmold und zum Internationalen Wettbewerb für das Lied des 20. und 21. Jahrhunderts in Karlsruhe eingeladen. Nach einem Lehrauftrag für Liedgestaltung an der Hochschule für Musik Karlsruhe von 2007 bis 2013 bekleidet Matthias Alteheld seit Oktober 2013 eine Professur für Liedgestaltung an der Hochschule für Musik Freiburg.

## Preise und Auszeichnungen
- 1995: Preis für die beste Klavierbegleitung beim Paula-Lindberg-Salomon-Wettbewerb in Berlin
- 1999: Stipendium beim Deutschen Musikwettbewerb in der Kategorie Klavierpartner und Aufnahme in die Bundesauswahl Konzerte Junger Künstler mit Pirmin Grehl, Flöte und Hanno Dönneweg, Fagott.
- 2000: Sonderpreis Internationaler Kammermusikwettbewerb Franz Schubert und die Musik der Moderne in Graz im Duo mit Evgenia Grekova.[5]
- 2000: Stipendium des Kulturfonds Baden e.V.
- 2001: 2. Preis beim Internationalen Wettbewerb für Liedkunst in Stuttgart im Duo mit Håkan Vramsmo